# França nos Jogos Olímpicos de Verão de 1948
A França participou dos Jogos Olímpicos de Verão de 1948 em Londres, na Inglaterra.